# Notre-Dame de Gietrzwałd
Notre-Dame de Gietrzwałd est le vocable sous lequel est invoquée la Vierge Marie, dans le sanctuaire de Gietrzwałd en Pologne. Cette dévotion « locale » débute avec pour support une piéta présente dans l'église du village, puis une icône au XVIe siècle, icône toujours vénérée à ce jour. Cette dévotion prend une échelle nationale après les apparitions mariales, survenues en 1877 à proximité du sanctuaire, à deux jeunes filles polonaises : Justyna Szafranska et Barbara Samulowska (pl). 
L'Église catholique a donné plusieurs signes de reconnaissance officielle de ce culte et de son importance pour l’Église : en 1967, au nom du pape Paul VI, les cardinaux Stefan Wyszyński et Karol Wojtyła couronnent solennellement l'image de la Vierge de Gietrzwałd ; en 1970, le pape Paul VI élève le sanctuaire au rang de basilique mineure, et en 1977 à l'occasion du centenaire des apparitions, Józef Drzazga (pl), reconnaît comme authentiques et dignes de foi les apparitions de 1877.
Le nombre de pèlerins se rendant annuellement à ce sanctuaire consacré à la Vierge est évalué à un million de personnes.

## Historique

### Premières dévotions

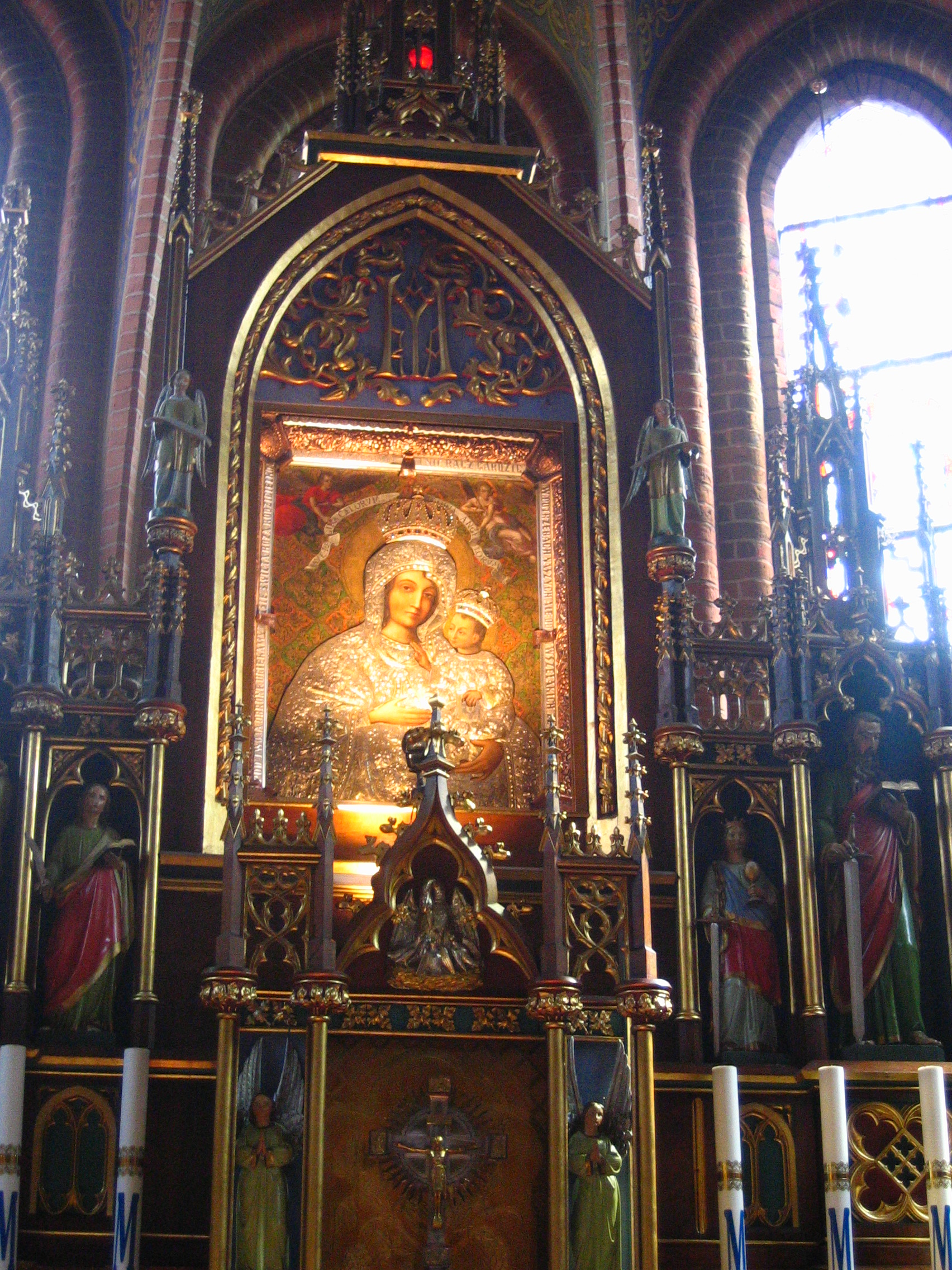
L'icône de la Vierge installée derrière l'autel de l'église.

La date de la construction de la première église à Gietrzwałd n'est pas connue. La première trace historique d'un lieu de culte remonte aux années 1404-1409 : le prêtre de Gietrzwałd était le P. Jan Sterchen. Cela signifie qu'il y avait probablement une église ou une chapelle dans le village à cette époque. La première église pour laquelle des informations écrites sont parvenues jusqu'à nous est celle qui a été consacrée le 31 mars 1500 par l'évêque Jan Wilde. L'église était construite dans le style gothique en brique, avec une unique nef et une base en pierres locales. Le plafond était plat et fait de bois. L'église était dédiée à la « Nativité de la Bienheureuse Vierge Marie ». Plus tard, cette même église a été consacrée à saint Jean l'évangéliste et aux apôtres saint Pierre et saint Paul. Le 20 septembre 1580, Marcin Kromer a consacré le maître-autel. À la fin du XVIe siècle, l'église est rénovée et reconstruite dans le style Renaissance.
La vénération de la Sainte Vierge à Gietrzwałd remonte au XIVe siècle. À l’origine, elle était liée à une pietà située dans l’église, puis à partir du XVIe siècle une icône de type Odigitria, représentant la Mère de Dieu tenant l'Enfant-Jésus dans ses bras, a remplacé la piéta. Ce tableau est toujours présent dans l'église et est l'objet de dévotion de la part des fidèles. Les nombreux ex-votos entourant l'œuvre témoignent de la ferveur des habitants pour ce culte marial dès les premiers siècles,. Les premières informations sur la peinture et sur le culte ont été rédigées par l'évêque Martin Kromer en 1583. Les actes de visite ultérieurs montrent que le culte jusqu'au milieu du XIXe siècle était de caractère local au sanctuaire.

### Apparitions mariales

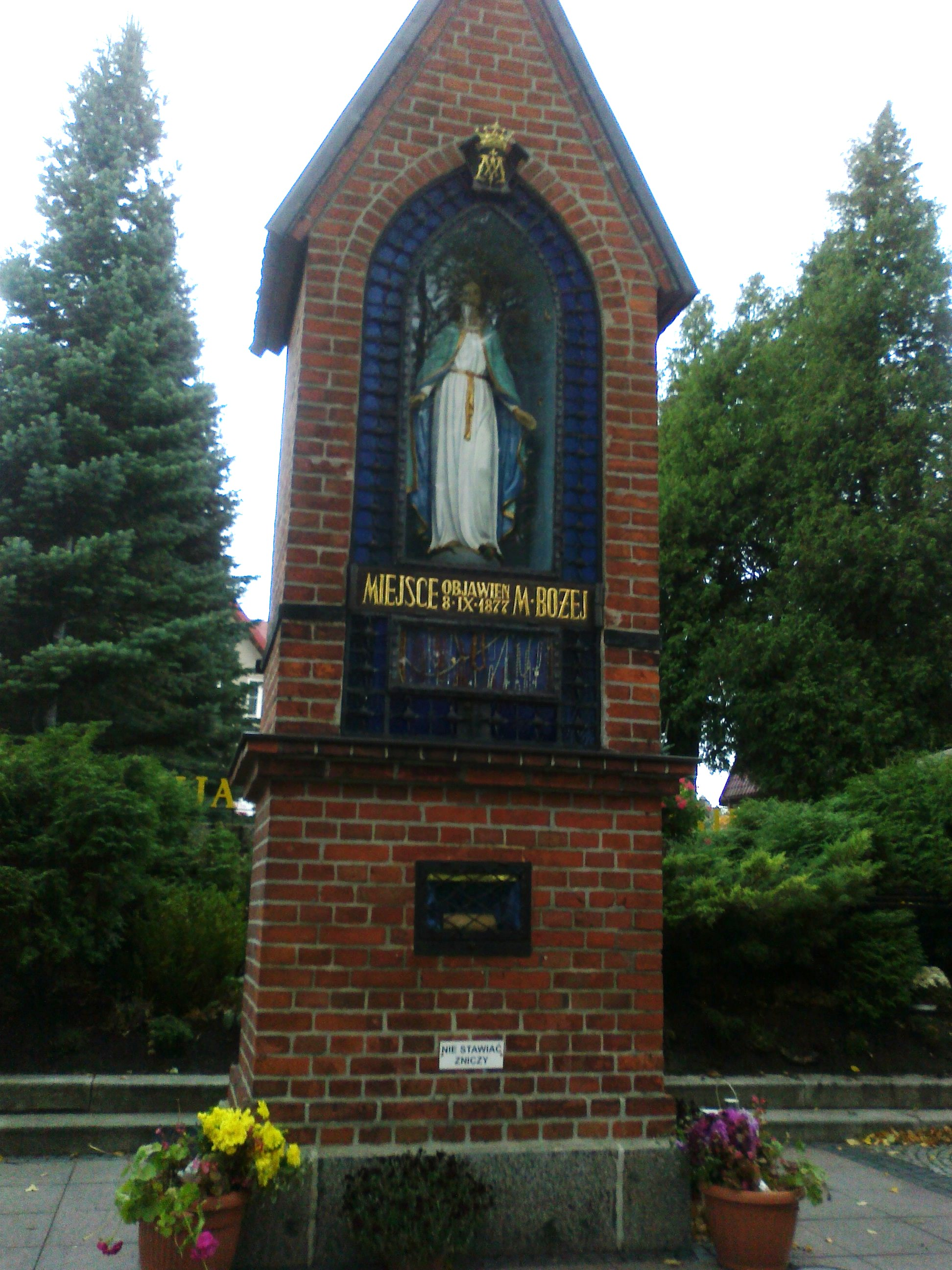
Oratoire construit sur le site des apparitions.

Du 27 juin au 16 septembre 1877, deux jeunes filles disent voir la Vierge Marie sur un érable proche de l'église. Au total on estime le nombre des apparitions mariales à plus de 160.
Les apparitions ont fait l'objet d'une enquête par les autorités ecclésiales avant même la fin des apparitions. Ces apparitions sont survenues dans un contexte de forte tension entre l'autorité politique de l'Empire allemand et les autorités de l'Église catholique polonaise. La mise en place de la Kulturkampf, politique ayant pour objectif de germaniser cette région forte d'une population polonaise nombreuse, rendait très difficile le dialogue entre le pouvoir politique et les autorités religieuses. La tension politique a été la cause d'expulsions de nombreux religieux, prêtres et même évêques. 
Selon les voyantes, la Vierge invite les fidèles à prier le chapelet chaque jour pour que « l’Église de Pologne ne soit plus persécutée par les autorités politiques ». Sur le plan politique, ces apparitions contribuent « à un renouveau du sentiment national polonais » et sur le plan religieux, elles entraînent « une renaissance de la vie religieuse » et un développement du culte marial sur les terres polonaises,.
Malgré une enquête canonique favorable, l'évêque de Warmie ne prononce pas de reconnaissance officielle des apparitions, et laisse le culte se développer sans intervenir. Ce n'est qu'un siècle plus tard que l’Église approuve officiellement les apparitions, lors d'une grande célébration, le 11 septembre 1977, en présence de grandes figures de l'épiscopat polonais.

### Développement des pèlerinages, et marques de reconnaissance

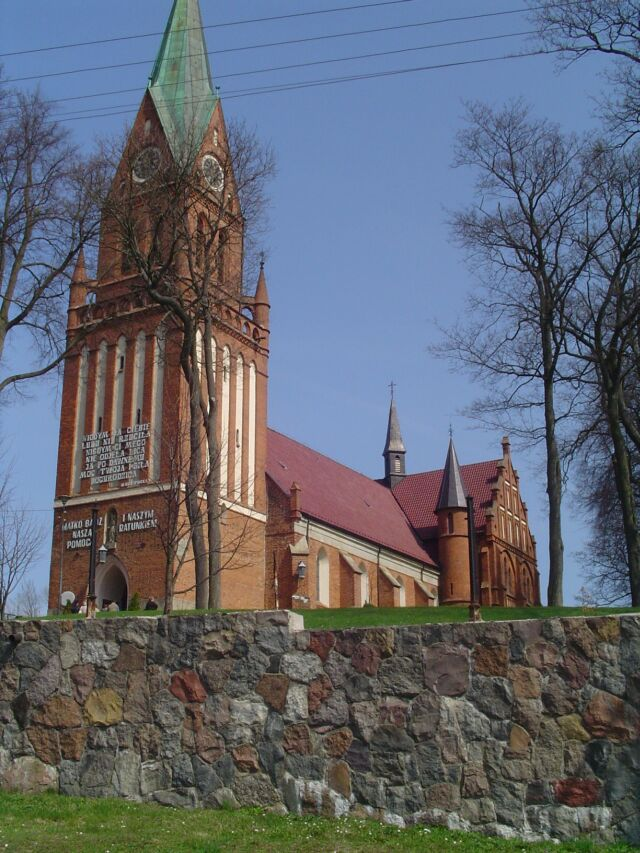
Basilique de la Nativité de la Vierge à Gietrzwałd

Au XIXe siècle, du fait de l'augmentation des pèlerinages, l'église existante devient trop petite. Une première extension et rénovation a lieu dans les années 1863–1869, par le Père Józef Jordan, curé de la paroisse.
Les apparitions mariales de 1877 entraînent un afflux de pèlerins et une augmentation des pèlerinages dans les années suivantes. Déjà le 16 septembre 1877, lors de la dernière apparitions mariale, 15 000 personnes s'était massées autour des deux voyantes pour assister à l'apparition mariale.
Ce nouvel afflux de pèlerins pousse le nouveau curé, le père P. Augustyn Weichsel à réaliser une nouvelle extension du sanctuaire dans les années 1878-1884. Cet agrandissement de l'église est réalisé selon les plans d'Arnold Güldenpfennig (de) qui va donner à l'église sa forme actuelle.
Le 10 septembre 1967, au nom du pape Paul VI, les cardinaux Stefan Wyszyński et Karol Wojtyła, couronnent solennellement l’image sacrée. 
Le 2 février 1969, un autre couronnement eut lieu après la découverte des couronnes volées.
Le 2 juillet 1970, le pape Paul VI élève le sanctuaire au rang de basilique mineure.
En 2017, le nombre de pèlerins était évalué par les autorités du sanctuaire à un million de pèlerins par an.

## La basilique de Gietrzwałd

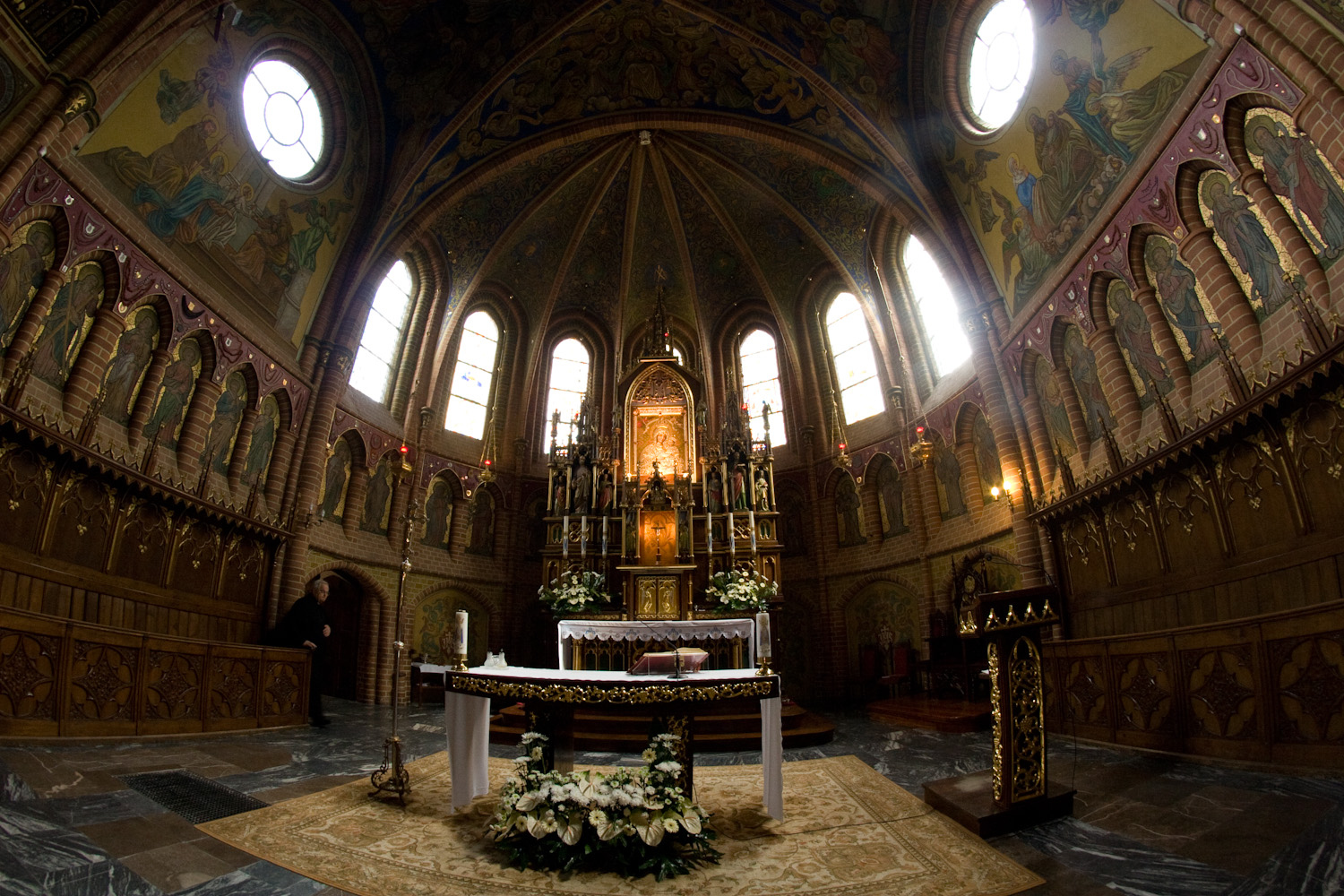
Vue du chœur de l'église.

La basilique de la Nativité de la Vierge est une église construite à Gietrzwałd en Pologne, avant le XVe siècle. Elle a été agrandie plusieurs fois jusqu'à la fin du XIXe siècle quand l'architecte Arnold Güldenpfennig (de) lui a donné sa forme définitive.
Cette église est connue pour être un lieu de dévotion mariale sous le nom de « Notre-Dame de Gietrzwałd », à la suite de l'installation d'une icône au XVIe siècle dans l'église. Ce culte « local » prend une ampleur nationale en 1877, après les apparitions mariales qui se produisent à peu de distance de l'église. Au cours du XXe siècle, le pape et le Vatican accordent des marques de reconnaissance à ce sanctuaire polonais en autorisant le couronnement canonique de l'icône en 1967, puis en élevant au rang de basilique mineure le sanctuaire, en 1970.
La Vierge est célébrée particulièrement le 27 juin, date anniversaire des apparitions.